# Gymmeloxes terea
Gymmeloxes terea är en fjärilsart som beskrevs av William Schaus 1892. Gymmeloxes terea ingår i släktet Gymmeloxes och familjen rotfjärilar. Inga underarter finns listade i Catalogue of Life.